# Långtjärnen (Alfta socken, Hälsingland, 676760-150476)
Långtjärnen är en sjö i Ovanåkers kommun i Hälsingland och ingår i Dalälvens huvudavrinningsområde. Sjöns area är 0,035 kvadratkilometer och den befinner sig 367 meter över havet.